# 萨克拉门托历史博物馆

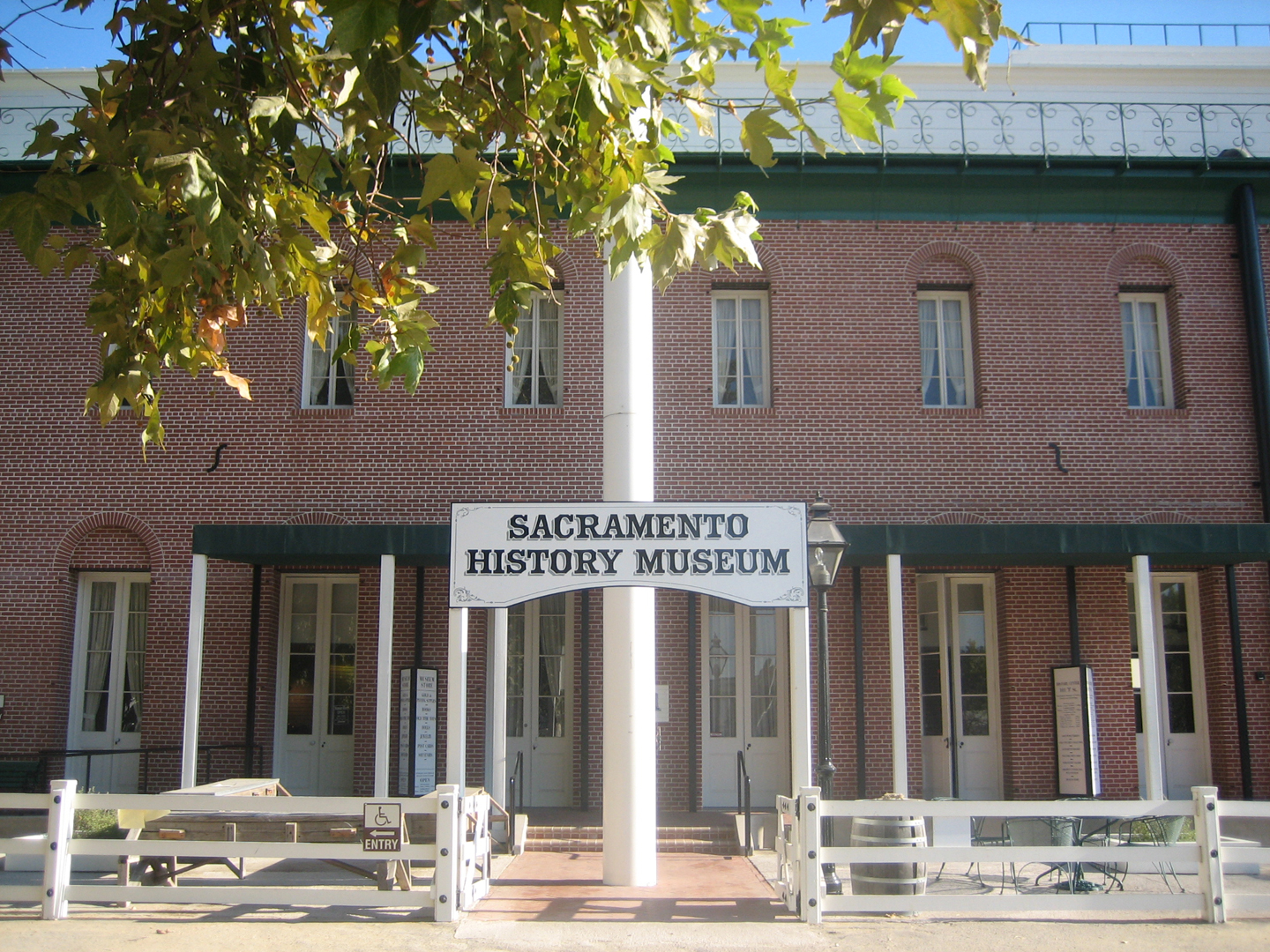
萨克拉门托历史博物馆

萨克拉门托历史博物馆是世界上唯一一家专门展示加利福尼亚州萨克拉门托和加州淘金热历史的博物馆，位于老萨克拉门托第一大街 101 号。博物馆的西边是萨克拉门托河，从博物馆向外可以看到塔桥和第一大街桥。
博物馆所在的建筑原先是 1854 年萨克拉门托市政厅和自来水厂建筑的复制品，采用天然砖砌成，正面有两层 14 英尺双开门。
博物馆的展览主题包括淘金热和采矿业在萨克拉门托的历史、尼森南和迈杜印第安民族、毛皮捕获、农业和文化遗产。

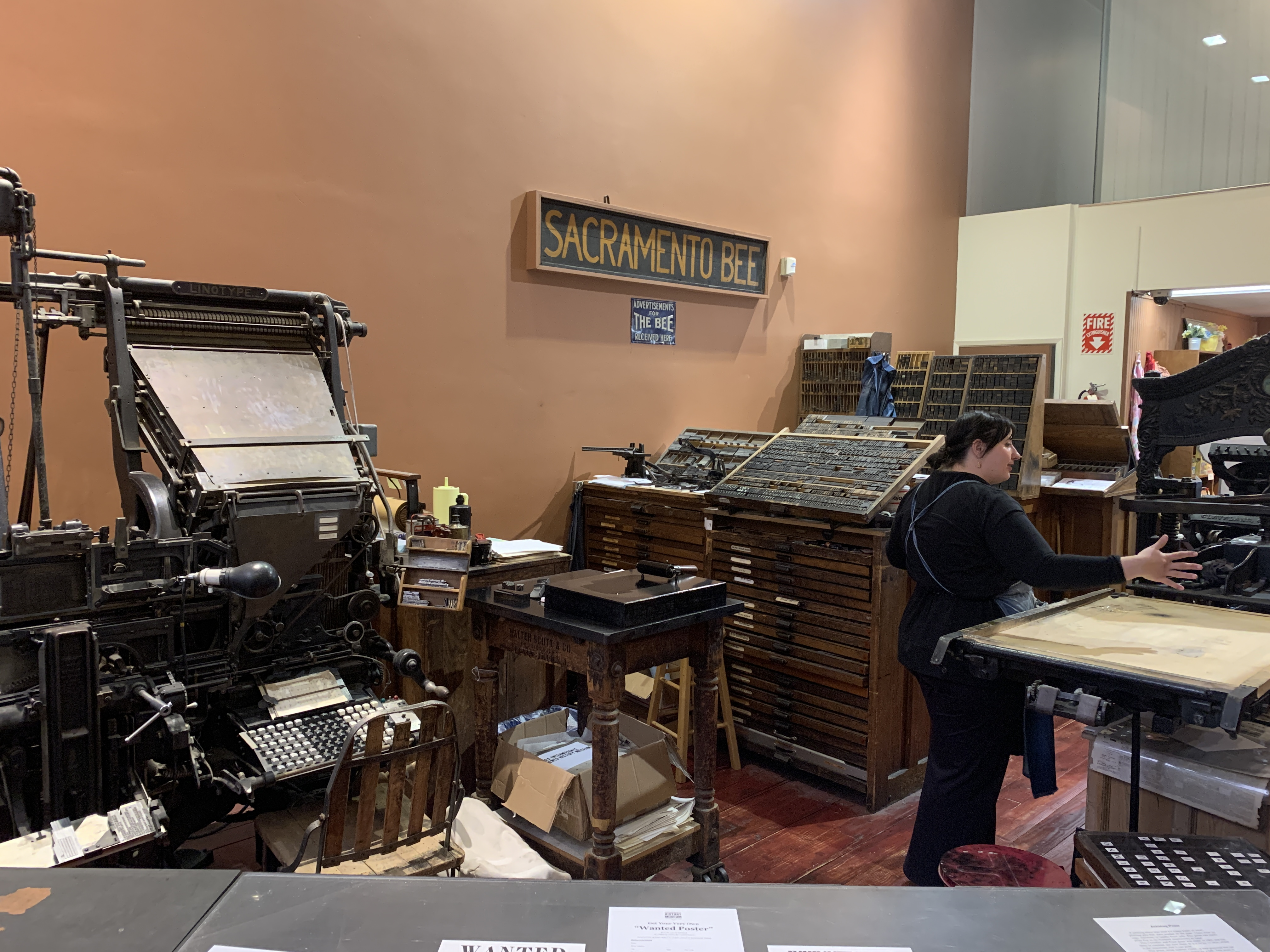
"Sacramento Bee"油印机

由于COVID-19 大流行，萨克拉门托历史博物馆在 2020 年中的大部分时间里被迫关闭。作为大流行后吸引游客的一种方式，员工贾里德·琼斯（Jared Jones）为博物馆建立了一个TikTok帐户，开始上传记录同事工作的短视频。其中，志愿者霍华德·哈奇 (Howard Hatch) 的视频在社交媒体上疯传，他经常在视频中操作博物馆的印刷机，用印刷机进行油印的同时讲述历史故事和现代时事。截至 2023 年 6 月，博物馆的YouTube频道拥有超过 100 万订阅

## 博物馆历史
该博物馆最初于 1985 年开放，当时名为萨克拉门托历史中心，展示萨克拉门托档案馆和博物馆收藏中心的文物和记录。 1993 年，在萨克拉门托市、萨克拉门托历史中心和萨克拉门托科学中心的齐心共力下，萨克拉门托历史、科学和技术藏馆成立。萨克拉门托博物馆以“探索博物馆”的名义运营这两个藏馆。老萨克拉门托藏馆仍然专注于萨克拉门托和加州淘金热的历史，并更名为“发现博物馆淘金热历史中心”。
2008 年 7 月，根据萨克拉门托市的指示，历史中心和科学中心之间的联盟绑定被取消。探索博物馆科学与航天中心将独立于萨克拉门托历史博物馆运营。
萨克拉门托历史联盟接管了萨克拉门托历史博物馆，并继续向游客介绍萨克拉门托以及这座城市从淘金热时期起就在该州扮演的角色。
萨克拉门托的历史很久远且引人入胜，可以追溯到史前时期的美洲原住民定居点。美利坚合众国建国后该市的历史于约翰·萨特 (John Sutter)于 1839 年抵达并在该地区建立了第一个永久定居点开始。 1848 年在附近的科洛马发现金矿后，如今的萨克拉门托老城沿河沿岸的商业如雨后春笋般涌现。那里有旅馆、酒吧、浴室和各种各样的商店，矿工们可以在那里买到所需要的装备。
萨克拉门托老城在 19 世纪 60 年代曾是黄金贸易中心，如今已重建，街道铺上了鹅卵石，安装了煤气灯，人行道也是木制的。淘金热时期的建筑包含有 200 多家商店和餐馆，其中包括建于 1853 年的消防队、加州第一家剧院以及该市第一座自来水厂的复制品。特别值得一提的是建于 1853 年的 B.F. 黑斯廷斯大楼，它曾是小马快递的终点站，也是加州第一个最高法院的内庭。1965 年，萨克拉门托老城成为加利福尼亚历史地标第 812 号。
1860 年代，萨克拉门托加高了街道以避免大洪水的威胁。萨克拉门托是加州唯一一座拥有这样设施的城市，也是全国最早这样做的城市之一。萨克拉门托历史联盟和萨克拉门托历史博物馆联合举办的”老萨克拉门托底下之旅“使游客可以亲眼目睹这一系列令人难以置信的设施。  （页面存档备份，存于）